# آلان سارس
ألن سارس (بالفرنسية: Alain Sars)‏، حكم كرة قدم فرنسي دولي.
و قد حكم في كأس الخليج 2002، وقد أدار مباراة منتخب الكويت لكرة القدم ومنتخب السعودية لكرة القدم في 16 يناير 2002، وقد أدار مباراة منتخب السعودية لكرة القدم ومنتخب عمان لكرة القدم في 27 يناير 2002.

## وصلات خارجية
- آلان سارس على موقع Soccerway.com (الإنجليزية)

1. ↑  worldreferee.com (بالإنجليزية), QID:Q19801038